# Stomis
Stomis is een geslacht van kevers uit de familie van de loopkevers (Carabidae). De wetenschappelijke naam van het geslacht is voor het eerst geldig gepubliceerd in 1806 door Clairville.

## Soorten
Het geslacht Stomis omvat de volgende soorten:
- Stomis benesi Dvorak, 2006
- Stomis benoiti Jeannel, 1953
- Stomis brivioi Sciaky, 1998
- Stomis bucciarellii Pesarini, 1979
- Stomis cavazzutii Lassalle, 2003
- Stomis chinensis Jedlicka, 1932
- Stomis collucens (Fairmaire, 1888)
- Stomis danielanus Semenov, 1904
- Stomis deuvei Marcilhac, 1993
- Stomis elegans Chaudoir, 1861
- Stomis elongatus Tian & Pan, 2004
- Stomis exilis Sciaky & Wrase, 1997
- Stomis facchinii Sciaky, 1998
- Stomis fallettii Facchini, 2003
- Stomis farkaci Sciaky, 1998
- Stomis formosus Semenov, 1889
- Stomis gigas Sciaky, 1998
- Stomis granulatus Say, 1830
- Stomis habashanensis Lassalle, 2007
- Stomis hyrcanus Tschitscherine, 1904
- Stomis jelineki Lassalle, 2003
- Stomis ludmilae Dvorak, 2001
- Stomis ovipennis Chaudoir, 1846
- Stomis politus Ledoux & Roux, 1995
- Stomis prognathus Bates, 1883
- Stomis pumicatus (Panzer, 1796)
- Stomis robustus Sciaky, 1998
- Stomis roccai Schatzmayr, 1925
- Stomis romani Dvorak, 2001
- Stomis rostratus (Duftschmid, 1812)
- Stomis schoenmanni Sciaky, 1998
- Stomis sehnali Lassalle, 2007
- Stomis stefanii Deuve, 2006
- Stomis taibashanensis Lassalle, 2003
- Stomis termitiformis (Vandyke, 1925)
- Stomis titanus Sciaky, 1998
- Stomis tschitscherini Semenov, 1904
- Stomis vignai Sciaky, 1998
- Stomis zaonus Habu, 1954